# Номерні знаки Нігерії

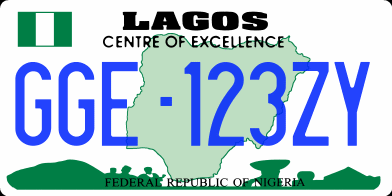
Схематичне зображення номерного знаку зразку 2011 р.

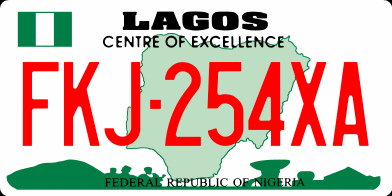
Схематичне зображення номерного знаку для комерційного ТЗ зразку 2011 р.

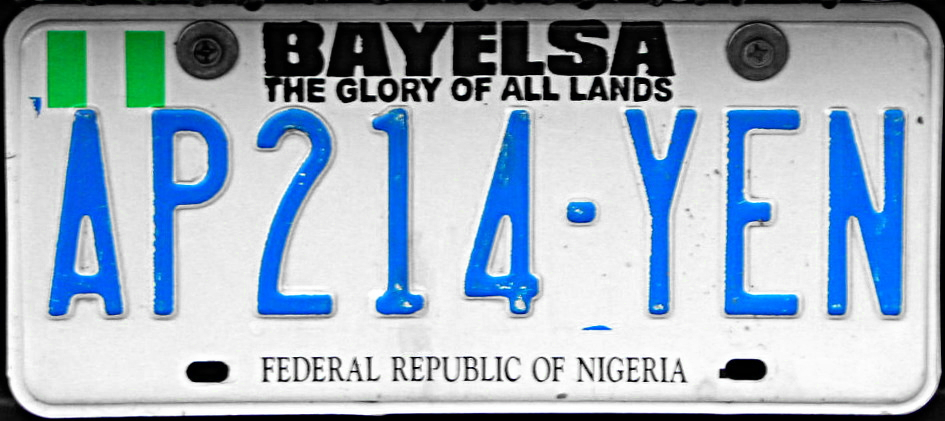
Регулярний номер зразку 1992 р.

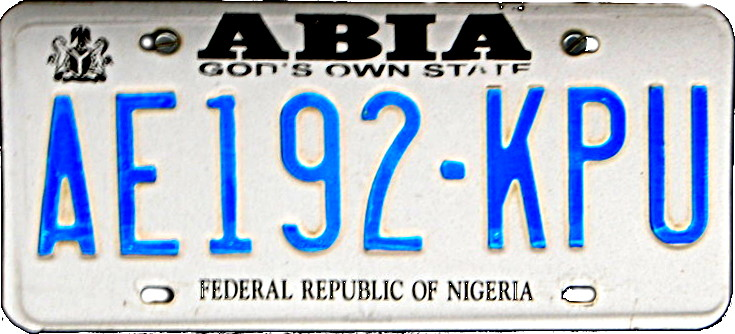
Регулярний номер зразку 1992 р.

Офіційний код Нігерії для міжнародного руху ТЗ — (WAN) — Західна Африка Нігерія (англ.). Неофіційно можливе використання коду (NGR).
Номерні знаки Нігерії мають американську форму та розміри.

## Нові номерні знаки зразку 2011 року
З 1 лютого 2012 року видаються номерні знаки формату АБВ-123ГД, де префікс АБВ — код регіону в межах штату, 123 — номер, суфікс ГД — серія. Пластина має фонове зображення силуету мапи Нігерії, в нижній частині пластини зображено силуети рельєфу місцевості, людей та будівель. У верхній частині пластини розташовано назву та девіз штату, в нижній — напис «FEDERAL REPUBLIC OF NIGERIA».
Регулярні пластини мають біле тло з синіми основними знаками. Номерні знаки для мотоциклів мають менші розміри, суфікси для мотоциклів починаються з літери Q.
Комерційний транспорт має номерні знаки із червоними символами на білому тлі. Формат номерних знаків є аналогічним до регулярних. Суфікси номерних знаків комерційного транспорту починаються з літери Х. Комерційні мотоцикли мають суфікси QX.
Літери І та О не використовуються в номерних знаках, щоби не виникало плутанини із цифрами 1 та 0 відповідно.
Від початку 2014 року поліція Нігерії вимагає від власників ТЗ негайно змінити номерні знаки зразка 1992 року на нові, погрожуючи конфіскацією ТЗ.

## Номерні знаки зразку 1992 р
Застарілу схему регулярних номерних знаків для приватного транспорту Нігерії запроваджено в 1992 році на заміну попередній європеїзованій постколоніальній схемі. Формат знаків АБ123-ВГД, де префікс АБ — серія, 123 — номер, суфікс ВГД — код регіону в межах штату. У верхній частині пластини розташовано назву та девіз штату, в нижній — напис «FEDERAL REPUBLIC OF NIGERIA». Регулярні пластини мають біле тло з синіми основними знаками. Номерні знаки для мотоциклів мають менші розміри, префікси для мотоциклів починаються з літери Q. Літери І та О не використовуються в номерних знаках, щоби не виникало плутанини із цифрами 1 та 0 відповідно.
Комерційний транспорт має номерні знаки із червоними символами на білому тлі. Формат номерних знаків є аналогічним до регулярних. Префікси номерних знаків комерційного транспорту починаються з літери Х. Комерційні мотоцикли мають префікси QX.

## Назви та девізи регіонів
В Нігерії налічується 36 штатів та одна Федеральна столична територія (FCT) — Абуджа.
| Регіон     | Написання   | Девіз                                                | Код |
| ---------- | ----------- | ---------------------------------------------------- | --- |
| Абуджа     | ABUJA       | CENTRE OF UNITY                                      |     |
| Абія       | ABIA        | GOD'S OWN STATE                                      |     |
| Адамава    | ADAMAWA     | LAND OF DAIRY або LAND OF BEAUTY                     |     |
| Аква-Ібом  | AKWA-IBOM   | THE LAND OF PROMISE                                  |     |
| Анамбра    | ANAMBRA     | LIGHT OF THE NATION або HOME FOR ALL                 |     |
| Баєлса     | BAYELSA     | THE GLORY OF ALL LANDS                               |     |
| Баучі      | BAUCHI      | PEARL OF TOURISM                                     | BA  |
| Бенуе      | BENUE       | FOOD BASKET OF THE NATION або THE FOOD OF THE NATION |     |
| Борно      | BORNO       | HOME OF PEACE                                        |     |
| Гомбе      | GOMBE       | JEWEL OF THE SAVANNAH                                |     |
| Дельта     | DELTA       | THE BIG HEART                                        |     |
| Джігава    | JIGAWA      | A NEW WORLD                                          |     |
| Ебон'ї     | EBONYI      | SALT OF THE NATION                                   |     |
| Едо        | EDO         | THE HEARTBEAT OF NIGERIA або HEART OF THE NATION     |     |
| Екіті      | EKITI       | FOUNTAIN OF KNOWLEDGE або LAND OF HONOUR             |     |
| Енугу      | ENUGU       | COAL CITY STATE                                      |     |
| Замфара    | ZAMFARA     | Farming is Our Pride                                 |     |
| Імо        | IMO         | EASTERN HEART LAND                                   |     |
| Йобе       | YOBE        | Pride of the Sahel                                   |     |
| Кадуна     | KADUNA      | CENTRE OF LEARNING або LIBERAL STATE                 |     |
| Кано       | KANO        | CENTRE OF COMMERCE                                   |     |
| Катсіна    | KATSINA     | Home of Hospitality                                  |     |
| Квара      | KWARA       | STATE OF HARMONY                                     |     |
| Кебі       | KEBBI       | Land of Equity                                       |     |
| Когі       | KOGI        | THE CONFLUENCE STATE                                 |     |
| Крос Рівер | CROSS RIVER | THE PEOPLE'S PARADISE                                |     |
| Лагос      | LAGOS       | CENTRE OF EXCELLENCE                                 | LA  |
| Насарава   | NASARAWA    | HOME OF SOLID MINERALS                               |     |
| Нігер      | NIGER       | THE POWER STATE                                      |     |
| Огун       | OGUN        | THE GATEWAY STATE                                    |     |
| Ойо        | OYO         | PACE SETTER State                                    |     |
| Ондо       | ONDO        | SUNSHINE STATE                                       |     |
| Осун       | OSUN        | Land of Virtue або STATE OF LIVING SPRING            |     |
| Плато      | PLATEAU     | HOME OF PEACE AND TOURISM                            |     |
| Ріверс     | RIVERS      | TREASURE BASE OF NATION                              |     |
| Сокото     | SOKOTO      | Seat of the Caliphate                                |     |
| Тараба     | TARABA      | Nature's Gift to the Nation                          |     |

### Регіональне кодування в межах штатів
В Нігерії налічується 774 округів локальних урядів (LGA). Коди цим адміністративним одиницям надаються за її назвою, або за назвою столиці.
- AAA — Аджеромі Іфелодун (Лагос)
- AAB — Абеокута Саут (Аке Абеокута) (Огун)
- AAH — Анамбра Іст (Отуоча) (Анамбра)
- AAW — Егбедоре (Аво) (Осун)
- ABA — Аба Саут (Абія)
- ABB — Абох-Мбаїсе (Імо)
- ABC — Абуджа сіті (Абуджа)
- ABD — Орхіонмвон (Абуду) (Едо)
- ABG — Огун Вотерсайд (Абігі) (Огун)
- ABH — Ндоква Іст (Абох) (Дельта)
- ABJ — Абаджі (Абуджа)
- ABK — Абак (Аква-Ібом)
- ABM — Акуку Тору (Абонема) (Ріверс)
- ABN — Нджікока (Абагана) (Анамбра)
- ABS — Альбасу (Кано)
- ABT — Онна (Абат) (Аква-Ібом)
- ABU — Андоні (Абуа) (Ріверс)
- ACA — Авка Норт (Ачала) (Анамбра)
- ACH — Арочукву (Абія)
- ADK — Адо-Екіті (Екіті)
- AED — Екпе-Атаї (Одет) (Аква-Ібом)
- AEE — Етім Екпо (Аква-Ібом)
- AFG — Нсіт-Ібом (Афаха Офонг) (Аква-Ібом)
- AFH — Ессієн Удім (Афаха Ікот Ебак) (Аква-Ібом)
- AFK — Афікпо Норт (Ебоньї)
- AFM — Оїгбо (Афам) (Ріверс)
- AFN — Аса (Афон) (Квара)
- AFR — Ахіазе-Мбаїсе (Афорору) (Імо)
- AFZ — Ован Іст (Афузе) (Едо)
- AGA — Агає (Нігер)
- AGB — Іка Саут (Агбор) (Дельта)
- AGD — Етсако Іст (Агенебоде) (Едо)
- AGG — Ібадан Норт (Агоді) (Ойо)
- AGN — Нкану Вест (Агбані) (Енугу)
- AGR — Агвара (Нігер)
- AGU — Агуата (Анамбра)
- AGW — Езеагу (Агуобу-Ова) (Енугу)
- AHD — Ахоада Іст (Ріверс)
- AJA — Аджаокута (Когі)
- AJL — Орумба Норт (Аджалі) (Анамбра)
- AJW — Ого Олува (Аджава) (Ойо)
- AKD — Ібеджу/Лекі (Акодо) (Лагос)
- AKK — Акко (Гомбе)
- AKL — Абакалікі (Ебоньї)
- AKM — Абеокута Норт (Акомодже) (Огун)
- AKN — Она Ара (Аканран) (Ойо)
- AKP — Біасе (Акпет-Централ) (Крос Рівер)
- AKR — Акуре Саут (Акуре) (Ондо)
- AKW — Акванга (Насарава)
- ALD — Гвер Іст (Альяде) (Бенуе)
- ALK — Алкалері (Баучі)
- AME — Огбомошо Саут (Аровомоле) (Ойо)
- AMK — Екіті Вест (Аромоко Екіті) (Екіті)
- ANG — Акоко Норт Вест (Океагбе) (Ондо)
- ANK — Анка (Замфара)
- ANU — Нневі Саут (Укпор) (Анамбра)
- APB — Адоні Опобо/Нкоро (Опобо Таун) (Ріверс)
- APP — Апапа (Лагос)
- ARG — Аргунгу (Кебі)
- ARP — Екіті (Араромі Опін) (Квара)
- ASB — Ошімілі Саут (Асаба) (Дельта)
- ASK — Аскіра/Уба (Борно)
- ATN — Огбару (Атані) (Анамбра)
- AUC — Етсако Вест (Аучі) (Едо)
- AUQ — Есіт Екет (Укуо) (Аква-Ібом)
- AWD — Орсу (Авоїдемілі) (Імо)
- AWE — Аве (Насарава)
- AWG — Авгу (Енугу)
- AWK — Авка Саут (Авка) (Анамбра)
- AYE — Егбадо Норт (Аїєторо) (Огун)
- BAJ — Бебеджі (Кано)
- BAL — Балі (Тараба)
- BAM — Бама (Борно)
- BAS — Баса (Когі)
- BAT — Батагавара (Катсіна)
- BAU — Баучі (Баучі)
- BBB — Ібі (Тараба)
- BBG — Ігбо Езе Саут (Абагва-Ака) (Енугу)
- BBR — Бабура (Джігава)
- BBU — Біу (Борно)
- BCH — Бічі (Кано)
- BDA — Біда (Нігер)
- BDG — Бадагри (Лагос)
- BDJ — Ібадан Норт (Бодіджа) (Ойо)
- BDN — Бодінга (Сокото)
- BDS — Оле Олува (Боде-Осі) (Осун)
- BDU — Моро (Боде Саду) (Квара)
- BDW — Біндава (Катсіна)
- BEN — Оредо (Бенін Сіті) (Едо)
- BES — Коко/Бесе (Кебі)
- BGD — Багудо (Кебі)
- BGM — Асарі Тору (Бугума) (Ріверс)
- BGT — Огбадібо (Отукпа Таун) (Бенуе)
- BGW — Багваї (Кано)
- BJE — Бокі (Бодже) (Крос Рівер)
- BKA — Бакура (Замфара)
- BKB — Букуру (Бенуе)
- BKD — Бірнін Куду (Джігава)
- BKK — Боккос (Плато)
- BKL — Ізі (Ібоко) (Ебоньї)
- BKM — Букуюм (Замфара)
- BKN — Обокун (Ібокун) (Осун)
- BKR — Бакорі (Катсіна)
- BKY — Босо (Маїкункеле) (Нігер)
- BLD — Барінкін Ладі (Плато)
- BLR — Білірі (Гомбе)
- BMA — Бомаді (Дельта)
- BMW — Бірніва (Джігава)
- BND — Бенде (Абія)
- BNG — Бірнін Гварі (Кадуна)
- BNJ — Бінджі (Сокото)
- BNK — Бункуре (Кано)
- BNS — Обанліку (Санквала) (Крос Рівер)
- BNY — Боні (Ріверс)
- BNZ — Бунза (Кебі)
- BRA — Обубра (Крос Рівер)
- BRK — Бірнін Кебі (Кебі)
- BRR — Кхана (Борі) (Ріверс)
- BSA — Баса (Плато)
- BSR — Батсарі (Катсіна)
- BTA — Баланга (Таласе) (Гомбе)
- BUG — Бунгуду (Замфара)
- BUR — Буруту (Дельта)
- BUU — Джос Саут (Букуру) (Плато)
- BWR — Бварі (Абуджа)
- BZR — Охаозара (Обіозара) (Ебоньї)
- CAL — Цалабар-Мініціпал (Крос Рівер)
- CHR — Ікво (Ечара-Ануабої) (Ебоньї)
- CKK — Яла (Окпома) (Крос Рівер)
- DAH — Ідах (Когі)
- DAM — Дамбоа (Борно)
- DAS — Дас (Баучі)
- DBU — Дйобу (Ріверс)
- DDA — Ідо (Ойо)
- DDU — Давакін Куду (Кано)
- DED — Одеда (Огун)
- DEG — Дегема (Ріверс)
- DEK — Аєкіре (Ідо Екіті) (Екіті)
- DET — Ефіопе Вест (Огара-Таун) (Дельта)
- DFA — Давакін Тофа (Кано)
- DFB — Ідеато Саут (Дікенефаї) (Імо)
- DGA — Донга (Тараба)
- DGB — Одогболу (Огун)
- DGS — Данге-Шуні (Сокото)
- DGW — Догува (Кано)
- DKA — Кадуна Норт (Дока) (Кадуна)
- DKG — Суру (Дакінгарі) (Кебі)
- DKN — Декіна (Когі)
- DKU — Дуку (Гомбе)
- DKW — Діква (Борно)
- DMA — Дома (Насарава)
- DNB — Іка Норт Іст (Ова-Оїбу) (Дельта)
- DNG — Канам (Денгі) (Плато)
- DNJ — Данджа (Катсіна)
- DPH — Бурсарі (Дапічі) (Йобе)
- DRA — Даура (Катсіна)
- DRK — Іні (Одоро Ікпе) (Аква-Ібом)
- DRZ — Даразо (Баучі)
- DSA — Демса (Адамава)
- DSM — Дутсін Ма (Катсіна)
- DSZ — Ісоко Норт (Озоро) (Дельта)
- DTA — Дамбата (Кано)
- DTN — Одо-Отін (Окуку) (Осун)
- DTR — Даматуру (Йобе)
- DTU — Дутсе (Джігава)
- DUK — Одукпані (Крос Рівер)
- DUU — Уруан (Іду) (Аква-Ібом)
- DWN — Ован Вест (Сабонгіда Ора) (Едо)
- EBM — Охаджі/Егбема (Імо)
- EDA — Афікпо Саут (Нгузу-Еда) (Ебоньї)
- EDE — Еде Саут (Еде) (Осун)
- EGB — Егбеда (Ойо)
- EHM — Ехіме-Мбано (Імо)
- EJG — Еджігбо (Осун)
- EKD — Овія Норт Іст (Окада) (Едо)
- EKE — Іхіте/Убома (Ісінвеке) (Імо)
- EKP — Есан Вест (Екпома) (Едо)
- EKY — Еті Оса (Ікої) (Лагос)
- ENU — Енугу Норт (Енугу) (Енугу)
- ENW — Мбо (Енванг) (Аква-Ібом)
- ENZ — Ігбо Езе Норт (Енугу-Езіке) (Енугу)
- EPE — Епе (Лагос)
- ERE — Ягба Вест (Одо Ере) (Когі)
- ETN — Етінан (Аква-Ібом)
- ETU — Езініхіте (Іту) (Імо)
- EZA — Аба Норт (Езіама Урата) (Абія)
- FDY — Іфедайо (Оке Іла) (Осун)
- FFA — Оффа (Квара)
- FFF — Іфо (Огун)
- FFN — Ефон (Екіті)
- FGB — Іфедоре (Ігбара-Оке) (Ондо)
- FGG — Онітша Саут (Фегге) (Анамбра)
- FKA — Фіка (Йобе)
- FKJ — Іфако Іджає (Лагос)
- FSK — Фаскарі (Катсіна)
- FST — Авумо Одофін (Фестак Таун) (Лагос)
- FTA — Фунтуа (Катсіна)
- FTD — Іфе Саут (Іфетедо) (Осун)
- FUN — Фуне (Йобе)
- FUR — Фуфоре (Адамава)
- GAD — Гада (Сокото)
- GAM — Гамава (Баучі)
- GAN — Ганьє (Адамава)
- GAR — Акоко-Едо (Ігара) (Едо)
- GBA — Іладже (Ігбокода) (Ондо)
- GBB — Огбія (Баєлса)
- GBD — Ігбо-Етіті (Огбеде) (Енугу)
- GBE — Іджебу Іст (Огбере) (Огун)
- GBH — Орелопе (Ігбохо) (Ойо)
- GBK — Гбоко (Бенуе)
- GBN — Аїєдаде (Гбонган) (Осун)
- GBR — Ібарапа Централ (Ігбо-Ора) (Ойо)
- GBU — Сардуна (Гембу) (Тараба)
- GBZ — Овія Саут Вест (Ігуобазува) (Едо)
- GDD — Ідемілі Норт (Огіді) (Анамбра)
- GDM — Гейдам (Йобе)
- GED — Іреподун/Іфелодун (Ігеде) (Екіті)
- GEP — Якур (Угеп) (Крос Рівер)
- GGE — Агеге (Лагос)
- GGJ — Огоджа (Крос Рівер)
- GJA — Дала (Гвамаджа) (Кано)
- GJB — Гуджба (Йобе)
- GKA — Гашака (Тараба)
- GKP — Апа (Угбокпо) (Бенуе)
- GKW — Гіва (Кадуна)
- GMB — Гомбі (Адамава)
- GME — Гомбе (Гомбе)
- GML — Гумел (Джігава)
- GMM — Гумі (Замфара)
- GMN — Адаві (Огамінана) (Когі)
- GMU — Адо (Ігумале) (Бенуе)
- GNN — Олорунда (Ігбона) (Осун)
- GRK — Гаркі (Джігава)
- GRM — Гварам (Джігава)
- GRY — Горонйо (Сокото)
- GRZ — Гварзо (Кано)
- GSH — Барде (Гашуа) (Йобе)
- GSW — Габасава (Кано)
- GUA — Огута (Імо)
- GUB — Губіо (Борно)
- GUS — Гусау (Замфара)
- GUY — Гуюк (Адамава)
- GWA — Гвагвалада (Абуджа)
- GWD — Гвадабава (Сокото)
- GWK — Аніоча Саут (Огваші-Уку) (Дельта)
- GWN — Гванду (Кебі)
- GWU — Гурара (Гаву) (Нігер)
- GYA — Гая (Кано)
- GZA — Гвоза (Борно)
- GZW — Гезава (Кано)
- HAF — Охафія (Абія)
- HAL — Іхіала (Анамбра)
- HER — Ухунмвонде (Ехор) (Едо)
- HJA — Хадеджія (Джігава)
- HKW — Охаукву (Ебоньї)
- HNG — Хонг (Адамава)
- HWL — Хавул (Борно)
- JAD — Джада (Адамава)
- JAK — Джакусо (Йобе)
- JAL — Джалінго (Тараба)
- JBD — Іджебу-Оде (Огун)
- JBL — Афіджіо (Джобеле) (Ойо)
- JBY — Джібія (Катсіна)
- JEG — Джега (Кебі)
- JER — Іджеро (Екіті)
- JGB — Іджебу Норт (Іджебу-Ігбо) (Огун)
- JHN — Джахун (Джігава)
- JJN — Джос Норт (Джос) (Плато)
- JJS — Оріаде (Іджебу-Іджеса) (Осун)
- JMA — Джамааре (Баучі)
- JRT — Угхелі Саут (Отуджеремі) (Дельта)
- JRV — Оджі-Рівер (Енугу)
- JUX — Оджу (Бенуе)
- KAA — Акоко Саут Іст (Ока) (Ондо)
- KAB — Кабба/Бану (Когі)
- KAF — Джемаа (Кафанчан) (Кадуна)
- KAG — Рафі (Кагара) (Нігер)
- KAK — Акоко Норт Іст (Ікаре) (Ондо)
- KAL — Катсіна Ала (Бенуе)
- KAM — Акампка (Крос Рівер)
- KAR — Ікара (Кадуна)
- KAT — Катсіна (Катсіна)
- KBK — Кабо (Кано)
- KBT — Кумботсо (Кано)
- KCH — Качія (Кадуна)
- KDG — Кондуга (Борно)
- KDW — Тудун Вада (Кано)
- KED — Ікедуру (Іхо) (Імо)
- KEF — Кефі (Насарава)
- KEH — Каджола (Окехо) (Ойо)
- KEK — Уква Іст (Аквете) (Абія)
- KEM — Ісі Узо (Ікем) (Енугу)
- KER — Ікере (Екіті)
- KET — Екет (Аква-Ібом)
- KEY — Ілорин Іст (Оке-Ої) (Квара)
- KFD — Кано Муніципал (Кофар Куду) (Кано)
- KFM — Ганджува (Кафін Мадакі) (Баучі)
- KFR — Кафур (Катсіна)
- KFU — Офу (Когі)
- KGA — Катагум (Азаре) (Баучі)
- KGF — Окігве (Імо)
- KGG — Кага (Борно)
- KGM — Каугама (Джігава)
- KGW — Арева Данді (Кангіва) (Кебі)
- KHE — Етче (Окехі) (Ріверс)
- KHK — Окехі (Когі)
- KHS — Кафін Хауса (Джігава)
- KJA — Ікеджа (Лагос)
- KJM — Чікун (Куджама) (Кадуна)
- KKE — Уква Вест (Оке Ікпе) (Абія)
- KKF — Когі (Котонкарфе) (Когі)
- KKM — Кірі Касама (Джігава)
- KKN — Іконо (Ібіаку Нток-Окпо) (Аква-Ібом)
- KKR — Канкара (Катсіна)
- KKY — Оріре (Ікої Іле) (Ойо)
- KLD — Карім-Ламідо (Тараба)
- KLE — Іколе (Екіті)
- KLK — Варі Норт (Коко) (Дельта)
- KLT — Калтунго (Гомбе)
- KMA — Каяма (Квара)
- KMB — Данді (Камба) (Кебі)
- KMC — Кано Муніципал (Кано)
- KMM — Іком (Крос Рівер)
- KMR — Екеремор (Баєлса)
- KNC — Кунчі (Кано)
- KNE — Окене (Когі)
- KNK — Каніка (Катсіна)
- KNN — Ікенне (Огун)
- KNR — Іфелодун (Ікірун) (Осун)
- KNT — Контагора (Нігер)
- KPA — Анкпа (Когі)
- KPD — Окобо (Окопеді) (Аква-Ібом)
- KPE — Окпе (Орерокпе) (Дельта)
- KPR — Гокана (Кпор) (Ріверс)
- KPU — Ісіала-Нгва Норт (Окпуала-Нгва) (Абія)
- KRA — Каура (Кадуна)
- KRD — Ікороду (Лагос)
- KRE — Іреволе (Ікіре) (Осун)
- KRF — Курфі (Катсіна)
- KRK — Окріка (Ріверс)
- KRN — Каура-Намода (Замфара)
- KRR — Рано (Кано)
- KRS — Кіру (Кано)
- KRU — Кауру (Кадуна)
- KRV — Кару (Насарава)
- KSB — Барутен (Косубосу) (Квара)
- KSF — Кософе (Лагос)
- KSH — Ірепо (Кіші) (Ойо)
- KSN — Шаноно (Кано)
- KTA — Акпабуйо (Ікот-Наканда) (Крос Рівер)
- KTB — Каїта (Катсіна)
- KTD — Нсіт-Убіум (Ікот-Едібон) (Аква-Ібом)
- KTE — Ікот Екпене (Аква-Ібом)
- KTG — Закі (Катагум) (Баучі)
- KTK — Уканафун (Ікот Акпа Нкук) (Аква-Ібом)
- KTM — Орук Анам (Ікот Ібрітам) (Аква-Ібом)
- KTP — Окітіпупа (Ондо)
- KTS — Ікот Абасі (Аква-Ібом)
- KTU — Алімошо (Ікотун) (Лагос)
- KUG — Лавун (Кутігі) (Нігер)
- KUJ — Кудже (Абуджа)
- KUT — Шіроро (Кута) (Нігер)
- KUU — Кура (Кано)
- KWA — Кукава (Борно)
- KWB — Джаба (Квої) (Кадуна)
- KWC — Ндоква Вест (Квале) (Дельта)
- KWL — Квалі (Абуджа)
- KWR — Кваре (Сокото)
- KWU — Іквуано (Абія)
- KWY — Квая Кусар (Борно)
- KYR — Карає (Кано)
- KYW — Кіява (Джігава)
- KZR — Казауре (Джігава)
- LAF — Еду (Лафіагі) (Квара)
- LAM — Оламаболо (Окпо) (Когі)
- LAP — Лапаї (Нігер)
- LAR — Егбадо Саут (Іларо) (Огун)
- LAU — Лау (Тараба)
- LAW — Екіті Саут Вест (Ілаве Екіті) (Екіті)
- LBA — Оджо (Лагос)
- LEF — Іфе Централ (Іле Іфе) (Осун)
- LEH — Ісоко Саут (Олех) (Дельта)
- LEL — Іле-Олуджі-Океїгбо (Ондо)
- LEM — Оюн (Ілемона) (Квара)
- LES — Ілеша (Осун)
- LFA — Лафія (Насарава)
- LGB — Аїєдіре (Іле Огбо) (Осун)
- LGM — Гбако (Лему) (Нігер)
- LGS — Острів Лагос (Лагос)
- LGT — Лангтанг Саут (Лангтанг) (Плато)
- LKJ — Локоджа (Когі)
- LLA — Іллела (Сокото)
- LND — Лагос Мейнленд (Лагос)
- LRG — Іла Орангун (Осун)
- LRN — Ілорин Вест (Квара)
- LSD — Ошоді/Ісоло (Лагос)
- LSR — Сурулере (Лагос)
- LUY — Ібадан Саут Вест (Олуйоле) (Ойо)
- MAF — Мафа (Борно)
- MAG — Маїдугурі (Борно)
- MAH — Маїха (Адамава)
- MAN — Мані (Катсіна)
- MAP — Ібадан Саут Іст (Мапо Хол) (Ойо)
- MAR — Марте (Борно)
- MAZ — Матазу (Катсіна)
- MBA — Ісіала-Нгва Саут (Омуоба) (Абія)
- MBD — Лангтанг Норт (Мабуді) (Плато)
- MBL — Ісіуквато (Мбалано) (Абія)
- MBR — Моббар (Дамасак) (Борно)
- MCH — Мічіка (Адамава)
- MCN — Мачіна (Йобе)
- MDB — Мадобі (Кано)
- MDG — Мадагалі (Адамава)
- MDW — Маїадува (Катсіна)
- MGD — Ору Вест (Мгбіді) (Імо)
- MGM — Магумері (Борно)
- MGN — Соба (Маїгама) (Кадуна)
- MGR — Маїгатарі (Джігава)
- MGU — Мангу (Плато)
- MHA — Емуоха (Ріверс)
- MJB — Мініджібір (Кано)
- MKA — Кадуна Саут (Макера) (Кадуна)
- MKD — Макурді (Бенуе)
- MKP — Мкпат-Енін (Аква-Ібом)
- MKR — Макарфі (Кадуна)
- MKW — Моква (Нігер)
- MLF — Малумфаші (Катсіна)
- MMR — Малам Мадорі (Джігава)
- MNA — Чанчага (Міна) (Нігер)
- MNG — Монгуно (Борно)
- MNY — Акіньєле (Монія) (Ойо)
- MRD — Марадун (Замфара)
- MSA — Місау (Баучі)
- MSH — Маші (Катсіна)
- MSW — Мусава (Катсіна)
- MUB — Мубі Норт (Адамава)
- MUN — Іреподун (Ому Аран) (Квара)
- MUS — Мушін (Лагос)
- MWA — Майо-Белва (Адамава)
- MYM — Маїяма (Кебі)
- NAK — Гвер Вест (Нака) (Бенуе)
- NAS — Магама (Наско) (Нігер)
- NBS — Боргу (Нью-Буса) (Нігер)
- NCA — Оніча (Ебоньї)
- NCH — Таї/Елеме (Нчія) (Ріверс)
- NDM — Екіті Іст (Омуо Екіті) (Екіті)
- NEG — Насавара Егон (Насарава)
- NEM — Нембе (Баєлса)
- NEN — Анаоча (Нені) (Анамбра)
- NFB — Фунакає (Баджога) (Гомбе)
- NGK — Обі-Нгва (Мгбоко) (Абія)
- NGL — Нгала (Борно)
- NGN — Нгор-Окпуала (Умунеке Нгор) (Імо)
- NGU — Нгуру (Йобе)
- NGW — Інгава (Катсіна)
- NGZ — Нганзаї (Борно)
- NKE — Еза Саут (Онуеке) (Ебоньї)
- NKR — Нквере (Імо)
- NND — Ондо (Ондо)
- NNE — Нневі Норт (Нневі) (Анамбра)
- NNG — Нінгі (Баучі)
- NRK — Ібадан Норт Вест (Дугбе/Оніреке) (Ойо)
- NSH — Онтіша Норт (Онітша) (Анамбра)
- NSK — Нсука (Енугу)
- NSR — Насавара (Кано)
- NSW — Насавара (Насарава)
- NUM — Нуман (Адамава)
- NWA — Мбаїтолі (Нворіеубі) (Імо)
- PAK — Паїкоро (Нігер)
- PBB — Обі (Насарава)
- PHC — Порт Харкурт (Ріверс)
- PKG — Окпокву (Окпога) (Бенуе)
- PKM — Поїтскум (Йобе)
- PKN — Панкшін (Плато)
- PMD — Іфе Норт (Іпетумоду) (Осун)
- PTT — Тото (Насарава)
- QAP — Кваан Пан (Баап) (Плато)
- RBA — Рабах (Сокото)
- RBC — Рубочі (Абуджа)
- RBH — Васагу/Данко (Рібах) (Кебі)
- REE — Одігбо (Оре) (Ондо)
- REL — Іреле (Ондо)
- RGB — Боріпе (Ірагбіджі) (Осун)
- RGM — Огба/Егбема/Ндоні (Омоку) (Ріверс)
- RJA — Ріджау (Нігер)
- RLG — Іреподун (Ілобу) (Осун)
- RLU — Орлу (Імо)
- RMG — Рімін Гадо (Кано)
- RNJ — Роні (Джігава)
- RNM — Рінгім (Джігава)
- RNN — Орон (Аква-Ібом)
- RRM — Рімі (Катсіна)
- RRU — Есан Централ (Ірруа) (Едо)
- RSD — Сурулере (Іресаду) (Ойо)
- RSH — Карші (Абуджа)
- RUM — Обіо/Акпор (Румуодо) (Ріверс)
- RUW — Ібарапа Іст (Ерува) (Ойо)
- SAA — Іса (Сокото)
- SAB — Огбомошо Норт (Сабо) (Ойо)
- SAG — Сагбама (Баєлса)
- SAN — Ягба Іст (Ісанлу) (Когі)
- SAP — Сапеле (Дельта)
- SBG — Сабон Гарі (Кадуна)
- SBN — Сабон Бірні (Сокото)
- SEL — Ушонго (Лессел) (Бенуе)
- SEY — Ісеїн (Ойо)
- SFN — Сафана (Катсіна)
- SGB — Ошогбо (Оджа Оба) (Осун)
- SGM — Шагаму (Огун)
- SHA — Іфелодун (Шаре) (Квара)
- SHD — Шендам (Плато)
- SHG — Шеленг (Адамава)
- SHK — Сакі (Іфедапо) (Ойо)
- SHM — Шомолу (Лагос)
- SHN — Шані (Борно)
- SKB — Сакаба (Кебі)
- SKK — Сокото Норт (Сокото) (Сокото)
- SKL — Ефіопе Іст (Ісіоколо) (Дельта)
- SKP — Іквере (Ісоікпо) (Ріверс)
- SLK — Аніоча Норт (Іселе-Уку) (Дельта)
- SLM — Сіламе (Сокото)
- SML — Сумаїла (Кано)
- SNG — Сонг (Адамава)
- SNK — Лере (Самінака) (Кадуна)
- SPR — Саутерн Іджав (Опорома) (Баєлса)
- SSE — Ісе/Орун (Екіті)
- SSU — Атакумоса Вест (Осу) (Осун)
- STK — Суле Танкаркар (Джігава)
- STS — Тсафе (Замфара)
- SUL — Суледжа (Нігер)
- SYW — Тсаньява (Кано)
- TAR — Таура (Джігава)
- TBW — Тамбувал (Сокото)
- TFA — Тофа (Кано)
- TFB — Тафава Балева (Баучі)
- TGD — Абі (Ітігіді) (Крос Рівер)
- TGZ — Тангаза (Сокото)
- THE — Ої (Нетедже) (Анамбра)
- TKP — Отукпо (Бенуе)
- TMA — Талата-Мафара (Замфара)
- TNK — Міканг (Тункус) (Плато)
- TRK — Ігабі (Турунку) (Кадуна)
- TRR — Торо (Баучі)
- TSE — Коншіша (Тсе-Агберагба) (Бенуе)
- TSG — Ітас/Гадау (Баучі)
- TTD — Адо-Одо/Ота (Огун)
- TTK — Обово (Отоко) (Імо)
- TTM — Такум (Тараба)
- TTN — Такаї (Кано)
- TTU — Іту (Аква-Ібом)
- TUN — Моба (Отун) (Екіті)
- TZG — Зінг (Тараба)
- UBJ — Есан Саут Іст (Убіаджа) (Едо)
- UDD — Уді (Енугу)
- UDU — Обуду (Крос Рівер)
- UFG — Уруе Офонг/Оруко (Аква-Ібом)
- UGG — Унгого (Кано)
- UGH — Угхелі Норт (Угхелі) (Дельта)
- UKM — Укум (Бенуе)
- UMA — Умуахія Норт (Абія)
- UMD — Ісу (Умундугба) (Імо)
- UML — Ісіала Мбано (Умуелемаї) (Імо)
- UMU — Узу Увані (Умулона) (Енугу)
- UMZ — Орумба Саут (Умунзе) (Анамбра)
- URM — Есан Норт Іст (Уромі) (Едо)
- URU — Ідеато Норт (Уруала) (Імо)
- UWN — Енугу Саут (Увані) (Енугу)
- UYY — Уйо (Аква-Ібом)
- VDY — Вандеїкья (Бенуе)
- WAR — Варі Саут (Варі) (Дельта)
- WAS — Васе (Плато)
- WDE — Обафемі-Оводе (Огун)
- WDL — Вуділ (Кано)
- WDP — Кванде (Адікпо) (Бенуе)
- WEN — Іданре (Овена) (Ондо)
- WER — Овері-Муніципал (Імо)
- WKR — Вукарі (Тараба)
- WMK — Вамако (Сокото)
- WRA — Варава (Кано)
- WRN — Вурно (Сокото)
- WRR — Нгаскі (Вара) (Кебі)
- WSH — Вушіші (Нігер)
- WWA — Гвіва (Джігава)
- WWD — Іво (Осун)
- WWW — Ово (Ондо)
- YAB — Яба (Абуджа)
- YAN — Шіра (Яна) (Баучі)
- YAR — Іджуму (Іяра) (Когі)
- YDB — Ямалту/Деба (Гомбе)
- YEE — Оє (Оє Екіті) (Екіті)
- YEN — Єнагоа (Баєлса)
- YGJ — Гума (Гбаджімба) (Бенуе)
- YLA — Йола Саут (Адамава)
- YLW — Яурі (Єлва) (Кебі)
- YNF — Лагелу (Іяна Офа) (Ойо)
- YRE — Олуйоле (Іді Аюнре) (Ойо)
- YRR — Йорро (Тараба)
- YSF — Юсуфарі (Йобе)
- YUN — Юнусарі (Йобе)
- YYB — Ябо (Сокото)
- YYY — Ойо (Ойо)
- ZAN — Занго (Катсіна)
- ZAR — Заркі (Зарія) (Кадуна)
- ZKW — Зангон Катаф (Зонква) (Кадуна)
- ZLL — Ішієлу (Езілло) (Ебоньї)
- ZRM — Зурмі (Замфара)
- ZUR — Зуру (Кебі)

## Інші формати

### Індивідуальні номерні знаки
На стандартних бланках зразку 1992 або 2011 року видаються номерні знаки на індивідуальне замовлення власника. Вони мають офіційну назву FANCY PLATES. Верхня частина пластини містить назву та девіз штату, кодування за приналежністю до LGA відсутнє. Замість назви штату може бути нанесено назву офіційної організації.

### Державний федеральний транспорт

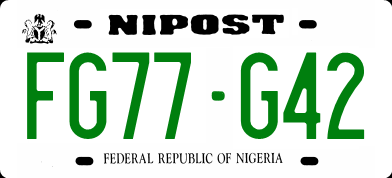

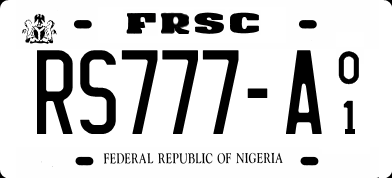

- Федеральні ТЗ мають номерні знаки формату FG123-А45, де префікс FG — покажчик Федерального Уряду, 123 — номер, А45 — покажчик. Пластини мають біле тло та зелені символи. У верхній частині пластини на місці розташування назви штату написи не наносяться.
- Для президентського транспорту наноситься слово «PRESIDENCY» червоним кольором.
- Для поштового транспорту наноситься напис «NIPOST».
- Для транспорту Федерального Корпусу дорожньої безпеки у верхній частині пластини на місці розташування назви штату наносяться напис наноситься напис «FRSC». Формат RS1234-A 0/1, де префікс RS — покажчик Федерального Корпусу дорожньої безпеки, 1234 — номер, A 0/1 — покажчик (напис 0/1 слід розуміти, як вертикально розташовані цифри: 0 — зверху, 5 — знизу). Пластини мають біле тло та чорні символи.
- Військові ТЗ мають номерні знаки формату NA1234-B 0/5, де префікс NA — покажчик Нігерійської Армії, 1234 — номер, В 0/5 — покажчик (напис 0/5 слід розуміти, як вертикально розташовані цифри: 0 — зверху, 5 — знизу). У верхній частині пластини на місці розташування назви штату наносяться напис «ARMY». Пластини мають біле тло та чорні символи.
- На броньовану військову техніку номерні знаки наносяться фарбою на корпус білими символами у форматі NA123456 або NA123А5.
- На ТЗ Національної поліції номерні знаки можуть також наноситися фарбою на корпус білими символами у форматі NPF1234A.

### Державний транспорт місцевого рівня

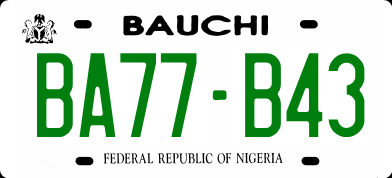

- Державні ТЗ мають номерні знаки формату АБ123-В45, де АБ — покажчик штату, 123 — номер, В45 — покажчик. Пластини мають біле тло та зелені символи.
- ТЗ поліції мають номерні знаки формату RRS123-АБ, де RRS — покажчик Загону швидкого реагування (Rapid Response Squad), 123 — номер, АБ — покажчик штату. Пластини мають біле тло та чорні символи.
- На ТЗ місцевої поліції номерні знаки можуть наноситися фарбою на корпус білими символами у форматі PF1234АБ, де префікс PF — поліцейські сили (Police forces), 1234 — номер, суфікс АБ — покажчик штату.

### Дипломатичні номерні знаки

#### Вищі посадові особи дипломатичних місій
Номерні знаки вищих посадових осіб дипломатичних місій мають білі символи на червоному тлі та формат 123CMD, де 123 — код країни, CMD — покажчик посади голови дипломатичної місії. В верхній частині пластини розташовано напис «CORPS DIPLOMATIQUE», в нижній — «FEDERAL REPUBLIC OF NIGERIA» чорними символами.

#### Інші дипломатичні працівники
Номерні знаки інших посадових осіб дипломатичних місій мають білі символи на червоному тлі та формат 123CD45, де 123 — код країни (2-3 цифри), CD — покажчик дипломатичного персоналу, 45 — номер. В верхній частині пластини розташовано напис «CORPS DIPLOMATIQUE», в нижній — «FEDERAL REPUBLIC OF NIGERIA» чорними символами.

### Консульський персонал
Номерні знаки ТЗ консульського персоналу мають білі символи на синьому тлі та формат 123CC45, де 123 — код країни, CC — покажчик консульського персоналу, 45 — номер. В верхній частині пластини розташовано напис «CORPS CONSULAIRE», в нижній — «FEDERAL REPUBLIC OF NIGERIA» чорними символами.

### Номерні знаки ООН
Номерні знаки ТЗ персоналу ООН мають білі символи на синьому тлі та формат 123UN45, де 123 — код організації, UN — покажчик ООН, 45 — номер. В верхній частині пластини розташовано напис «UNITED NATIONS», в нижній — «FEDERAL REPUBLIC OF NIGERIA» чорними символами.

### Адміністративний і технічний персонал
Номерні знаки ТЗ адміністративного і технічного персоналу мають білі символи на синьому тлі та формат 123СТ45, де 123 — код країни, CТ — покажчик адміністративного і технічного персоналу, 45 — номер. В верхній частині пластини розташовано напис «CORPS TECHNIQUE», в нижній — «FEDERAL REPUBLIC OF NIGERIA» чорними символами.

### Економічне співтовариство країн Західної Африки
Номерні знаки для ТЗ, що обслуговують штаб-квартиру  Економічного співтовариства країн Західної Африки мають білі символи на синьому тлі та формат ECW123ST, де ECW — покажчик, 123 — номер, ST — покажчик. В верхній частині пластини розташовано напис «ECOWAS», в нижній — «FEDERAL REPUBLIC OF NIGERIA» чорними символами.